# Michel Hofman
Michel Hofman est un amiral de la composante marine des forces armées belges. Il a été le Chef de la Défense, autrement dit le patron de l'ensemble de l'Armée belge de 2020 à 2024.

## Biographie

Michel Hofman porte le grade d'Amiral à la suite de son entrée en fonction comme Chef de la Défense.

Michel Hofman naît à Ostende, en 1961 et commence son service dans la composante marine en 1986.
Michel Hofman obtient son brevet d'état-major le 1er juillet 2000, devient capitaine de frégate le 26 décembre 2000, et capitaine de vaisseau le 26 septembre 2006.
Il est désigné commandant de la composante marine et promu au grade d'amiral de flottille le 30 juin 2011. Ensuite, Michel Hofman est promu aide de camp du roi le 1er septembre 2011, et amiral de division le 26 septembre 2012.
Le 6 mai 2015, il rejoint le département « Opérations et Formation », d'abord comme adjoint aux opérations, puis comme chef d'état-major adjoint des opérations et de la formation. Le 26 juin 2016, il est promu vice-amiral et devient Vice-Chef de la Défense un an plus tard. Le 30 juin 2020, il est désigné pour succéder au général Marc Compernol au poste de Chef de la Défense, fonction qu'il a occupé du 10 juillet 2020 au 4 juillet 2024.

## Distinctions
- Commandeur de l'ordre de Léopold (officier le 8 avril 2007[10] et chevalier le 8 avril 1999[11])
- Grand-Croix de l'ordre de la Couronne[12] (Commandeur le 8 avril 2011[13] et Officier le 8 avril 2004[14])
- Chevalier de l'ordre de Léopold II (21 juillet 2005[15])
- Croix militaire de première classe depuis le 21 juillet 2005[16] (deuxième classe le 8 avril 2002[17])